# Acacia holosericea
Acacia holosericea es un arbusto de la familia Fabaceae, nativo de la región tropical, del interior y del norte de Australia. 

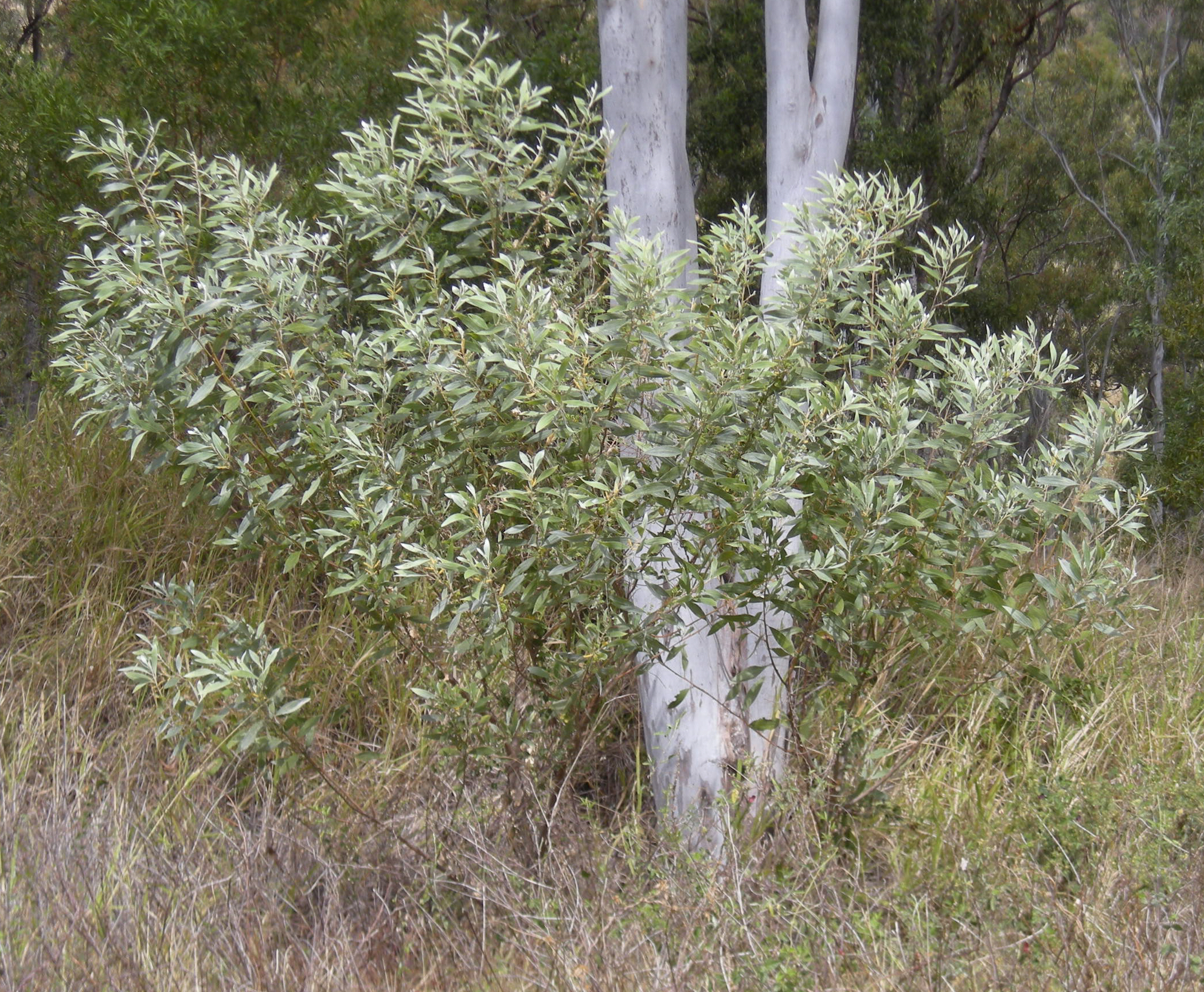
Vista de la planta

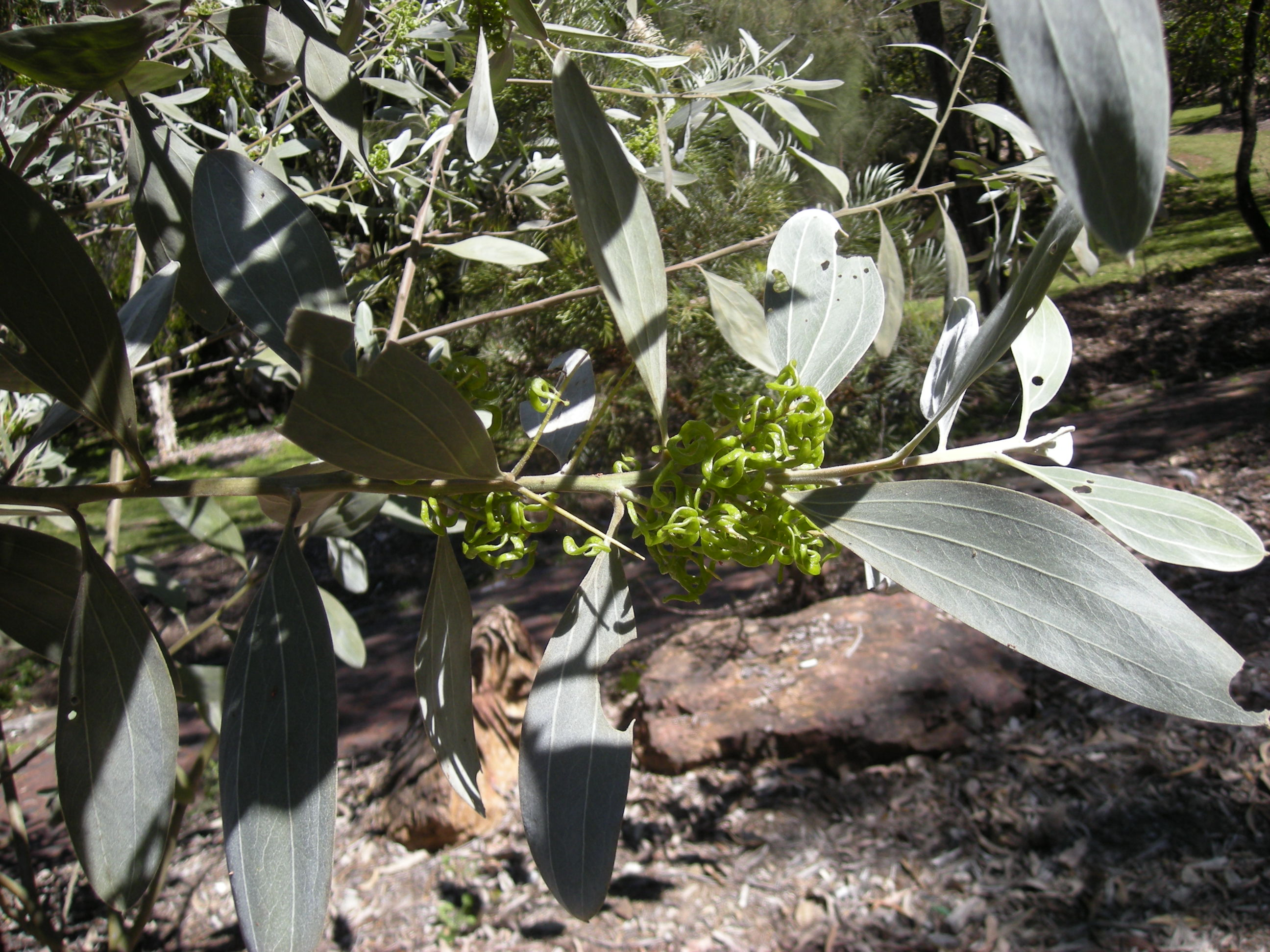
Fruto inmaduro

## Descripción
Las hojas son ovadas-lanceoladas, de 10-25 cm de largo y 2-9 cm de ancho, cubiertas de pelos sedosos blancos, con 3-4 venas prominentes. Las flores son en forma de barra y de color amarillo brillante, de 3-5 cm de largo. Las vainas son de 3-5 cm de largo y retorcidas y curvadas. La semilla es comestible.

## Taxonomía
Acacia holosericea fue descrita por A.Cunn. ex George Don y publicado en A General History of the Dichlamydeous Plants 2: 407. 1832.
Etimología
Ver: Acacia: Etimología
holosericea: epíteto latíno que significa "por entero sedosa al tacto"
Sinonimia:
- Acacia mangium var. holosericea (G.Don) C.T.White
- Racosperma holosericeum (G.Don) Pedley[6]